# BepiColombo
BepiColombo ist eine vierteilige Raumsonde, die am 20. Oktober 2018 um 03:45 Uhr (MESZ) zum Merkur startete. BepiColombo ist eine Kooperation zwischen der ESA und der japanischen Raumfahrtbehörde JAXA.
Die Sonde ist nach dem Spitznamen des 1984 verstorbenen italienischen Mathematikers Giuseppe Colombo benannt, der sich um die Merkurerkundung besonders verdient gemacht hatte. Es ist die dritte Mission zum Merkur nach Mariner 10 in den Jahren 1974 und 1975 sowie dem MESSENGER-Orbiter von 2011 bis 2015.

## Missionsziele
BepiColombos vielfältige Aufgaben sollen insgesamt eine umfassende Beschreibung von Merkur und Hinweise auf seine Geschichte liefern. Kameras und verschiedene Spektrometer sollen die Oberfläche aus geringer Höhe in verschiedenen Spektralbereichen kartografieren, Höheninformationen ermitteln sowie die mineralogische und chemische Zusammensetzung der Oberfläche bestimmen. Strahlungen, Partikel und Spektren verschiedener Arten und Wellenbereiche sowie das Schwerefeld sollen gemessen werden. Es soll geklärt werden, ob Merkur einen festen oder geschmolzenen Kern hat und die Love-Zahlen sollen ermittelt werden. Die beiden Sonden in koplanarer Anordnung, aber unterschiedlich hohen Umlaufbahnen sollen gemeinsam die Form, Ausdehnung und Herkunft des Magnetfelds ermitteln. Viele der Instrumente sind ähnlich zu denen auf MESSENGER, somit lassen sich die Daten vergleichen, es gibt aber zusätzliche Instrumente, die auf Messenger nicht vorhanden waren, die neue Ergebnisse versprechen.

## Technologische Herausforderungen
Zu den besonderen technologischen Herausforderungen gehören:
- Reise und Betrieb in Sonnennähe unter starker Licht-, Wärme- und Partikelstrahlung und unter starker Beschränkung der Startmasse.
- Die Notwendigkeit, die kinetische und potentielle Energie in einer mehrjährigen Reise in Richtung Merkur mit neun Swing-by-Manövern und einem Ionenantrieb effizient abzubauen
- Die beschleunigte Alterung der Komponenten
- Kühlung und die Abschirmung der Instrumente gegen Streustrahlung spielt eine wichtige Rolle

Die Sonneneinstrahlung an Merkur ist zwischen 6290 W/m² im Aphel und bis zu 14 500 W/m² im Perihel. 80 % der Technologie und Materialien mussten entweder neu entwickelt oder für den Einsatz unter den Bedingungen von Merkur neu getestet und qualifiziert werden. Der Langzeittest der ursprünglich vorgesehenen Solarpanele schlug fehl, so dass eine neue Technologie gefunden und wieder getestet werden musste. Dieses verzögerte den Start um mehrere Jahre. Im Ergebnis musste man die Solarpanele größer und robuster bauen, was das Gewicht und wiederum die notwendige Treibstoffmenge erhöhte und den Einsatz einer Ariane 5 notwendig machte.
Einige der neu entwickelten oder neu qualifizierten Schlüsseltechnologien der Mission waren:
- Materialien zur Temperaturkontrolle: Oberflächenbeschichtungen, Klebstoffe, Kunstharze, mehrlagige Isolationsschichten, Schmier- und Gleitmittel, optische Sonnenreflektoren
- Ein Design für den Radiator in einer Umgebung mit hoher Infrarotstrahlung
- Solarzellen für den Betrieb bei extremer Sonnenbestrahlung und hoher Temperatur, Dioden und Trägermaterialien für die Solarpaneele
- Hoch- und Mittelgewinnantennen für Einsatz unter hoher Temperatur
- Ein Ionenantrieb mit hohem spezifischem Impuls (Isp = 3800 s) und einem Gesamtimpuls von 17 MNs
- Neue Technologien der Nutzlasten wie Sensoren, Filter und Lasertechnologie[4]

## Das modular zusammengesetzte Raumfahrzeug

Geplante Umlaufbahnen der beiden Sonden der BepiColombo-Mission

BepiColombo ist beim Start als Mercury Composite Spacecraft (MCS) aus vier Teilen zusammengesetzt:
- dem Transfermodul (Mercury Transfer Module, MTM) – in Startlage zuunterst,
- darauf aufbauend zwei verschiedene Orbiter, samt einem Verbindungsteil zwischen diesen beiden
  - In Startlage unten sitzt der Fernerkundungsorbiter (Mercury Planetary Orbiter, MPO; dreiachsenstabilisiert, Hydrazinantrieb); er soll in eine 400 km × 1.500 km messende (die niedrigere) polare Umlaufbahn um den Merkur einschwenken.
  - Ganz oben sitzt der Magnetosphärenorbiter (Mercury Magnetospheric Orbiter, ehemals MMO nun MIO genannt; spinstabilisiert, Kaltgastriebwerke), sein Ziel ist eine höhere, ebenfalls polare Umlaufbahn mit den Parametern 600 km × 12.000 km.
- Zwischen diesen Orbitern liegt das Sonnenschild-und-Zwischenstück (MMO-Sunshield-and-Interface-Struktur, MOSIF), das als Hitzeschild für MIO dient und elektrisch und mechanisch die Verbindung zwischen MPO und MIO bildet.

Gestartet und zum Merkur geflogen werden MPO, MOSIF und MIO übereinander montiert auf dem MTM als Mercury Composite Spacecraft (MCS). BepiColombo wog als MCS beim Start vollgetankt 4081 kg. Beim Abstieg im Schwerefeld der Sonne hin zur Merkurbahn liegt MTM mit dem zum Bremsen genutzten Triebwerk zur Sonne hin, sodass MOSIF MIO vor der intensiver werdenden Sonnenstrahlung schützen kann.
Ursprünglich sollte auch ein Lander mitfliegen. Im Laufe der Entwicklung wurde klar, dass die Sonde um einiges schwerer wird als im anfänglichen Entwurf. Ein Lander hätte eine zweite Startrakete erfordert und wurde daher im November 2003 aus Kostengründen gestrichen.

## Mercury Transfer Module (MTM)

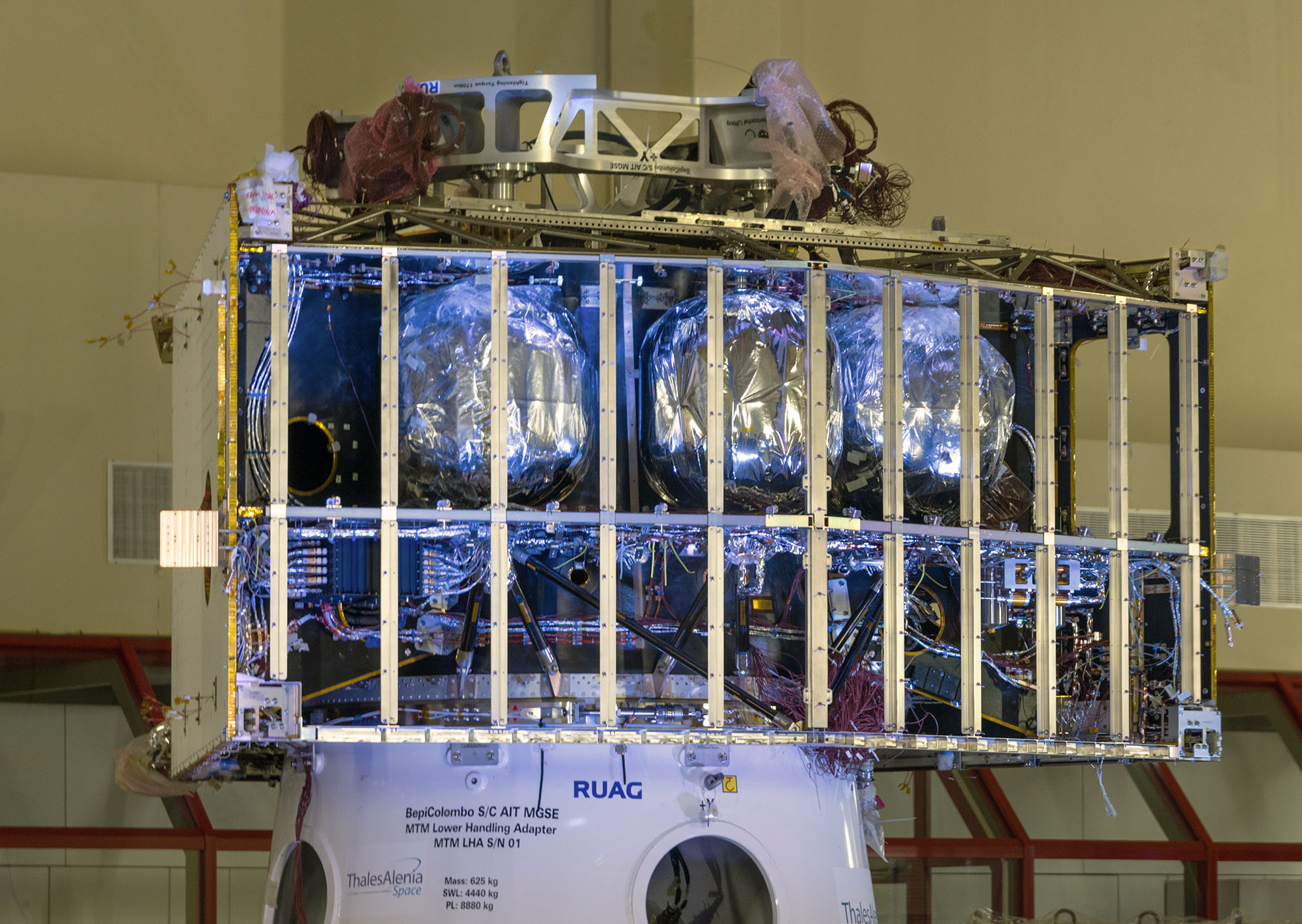
Mercury Transfer Module im ESA-ESTEC-Test-Center in Noordwijk, Niederlande

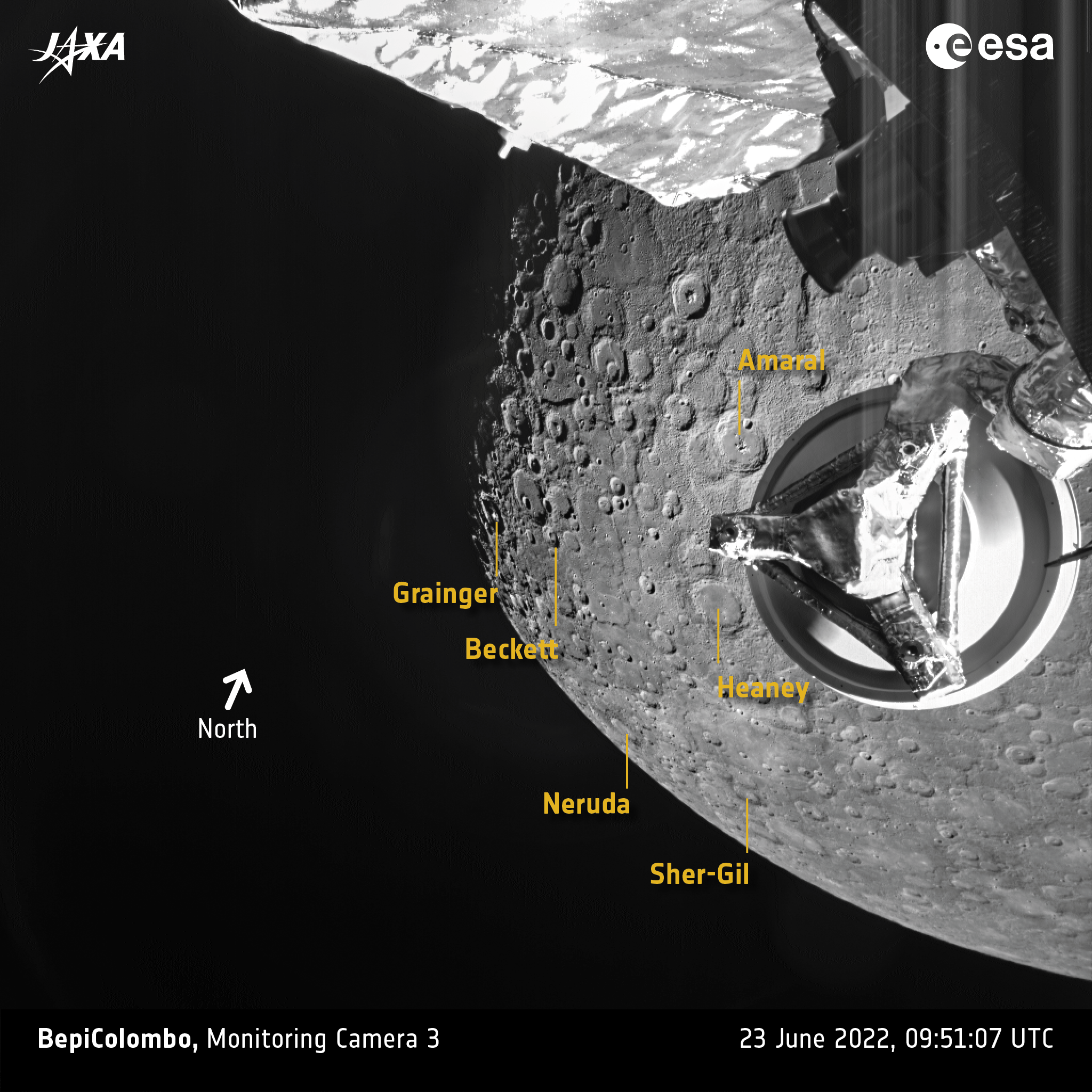
Foto von einer der Selfie-Kameras des Transfermoduls mit Merkur im Hintergrund

Das im Auftrag der ESA entwickelte Transfermodul mit einer Startmasse von ca. 1100 kg transportiert während des Flugs bis zum Merkur beide Orbiter und einen Teil der Treibstoffe. Das MTM wird während des Flugs vom Computer des MPOs gesteuert. Zur Kommunikation werden Sender und Antenne des MPO benutzt. Das MTM hat drei einfache weitwinklige „Selfie-Kameras“ mit kurzer Brennweite und einer Auflösung von 1024 × 1024 in schwarzweiß. Mit ihnen kann die korrekte Entfaltung der Solarpanele und die Ausrichtung der Antenne überwacht werden, als Nebenprodukt kann man bei Swing-by-Manövern die Planeten im Hintergrund erkennen.
Das MTM verfügt über zwei verschiedene Antriebe: Der Ionenantrieb wird in wochen- und monatelangen Brennphasen bei kleinem Schub zwischen den Swing-by-Manövern eingesetzt, um das Raumschiff abzubremsen. Der chemische Antrieb wird zur Lageregelung eingesetzt, zur Entsättigung der Reaktionsräder und für das Einschwenken in die Merkurumlaufbahn.

### Ionenantrieb
Für die interplanetaren Phasen gibt es vier redundante solar-elektrisch betriebene QinetiQ-T6-Ionentriebwerke vom Typ Kaufman. Dieses Triebwerk der 5 kW-Klasse wiegt 8,5 kg und das Ionengitter hat einen Durchmesser von 22 cm. Für die Mission wurde die variable Schubkraft in Stufen von 75 bis 145 mN definiert. Das Triebwerk an sich kann mit Schubkraft zwischen 24 mN bis 230 mN betrieben werden, unterliegt aber bei höherem Schub einem verstärkten Verschleiß. Der spezifische Impuls ist mehr als 4000 s. Als Stützmasse dienen 580 kg Xenon für ein Δv von 5400 m/s, das in drei Tanks mitgeführt wird. Bis zu zwei dieser vier Triebwerke können gleichzeitig in Betrieb sein. Diese Triebwerke ionisieren Xenon und beschleunigen die dabei entstehenden Xenon-Ionen durch Hochspannungsgitter auf eine Geschwindigkeit von 50.000 Meter pro Sekunde. Die Ionentriebwerke sind schwenkbar montiert. Der Schwerpunkt des Raumschiffs verändert sich, wenn die Stützmasse und Treibstoffe verbraucht werden. Durch die beweglichen Triebwerke kann der Schub immer auf den Schwerpunkt ausgerichtet werden – unabhängig davon, ob ein oder zwei Triebwerke eingesetzt werden und unabhängig davon, welche der vier Triebwerke in Betrieb sind.
Für den Betrieb der Ionentriebwerke und der übrigen Komponenten verfügt das MTM über 42 m2 Solarmodule mit einer Leistung von etwa 15 kW. Es ist darin eingeplant, dass die Solarzellen altern und dass die Paneele nicht immer voll zur Sonne ausgerichtet werden können.

### Chemischer Antrieb
Zusätzlich hat das MTM 12 redundante chemische Triebwerke mit je 10 N Schub für Lage- und Orbitkontrolle während der Swing-by-Manöver, für das Entsättigen der Reaktionsräder während der Mission und für das Einbremsen in die Umlaufbahnen. Das System wird mit Helium unter Druck gesetzt, eingesetzt wird Monomethylhydrazin und MON 3. Das MTM hat eine Ladung von 157 kg chemischem Treibstoff für ein Δv von 68 m/s.
Das Transfermodul wird nur bis zur Ankunft am Merkur benötigt. Kurz bevor die Sonden in die Merkurumlaufbahnen eintreten, wird das Transfermodul abgetrennt und wird in einer Umlaufbahn um die Sonne bleiben.

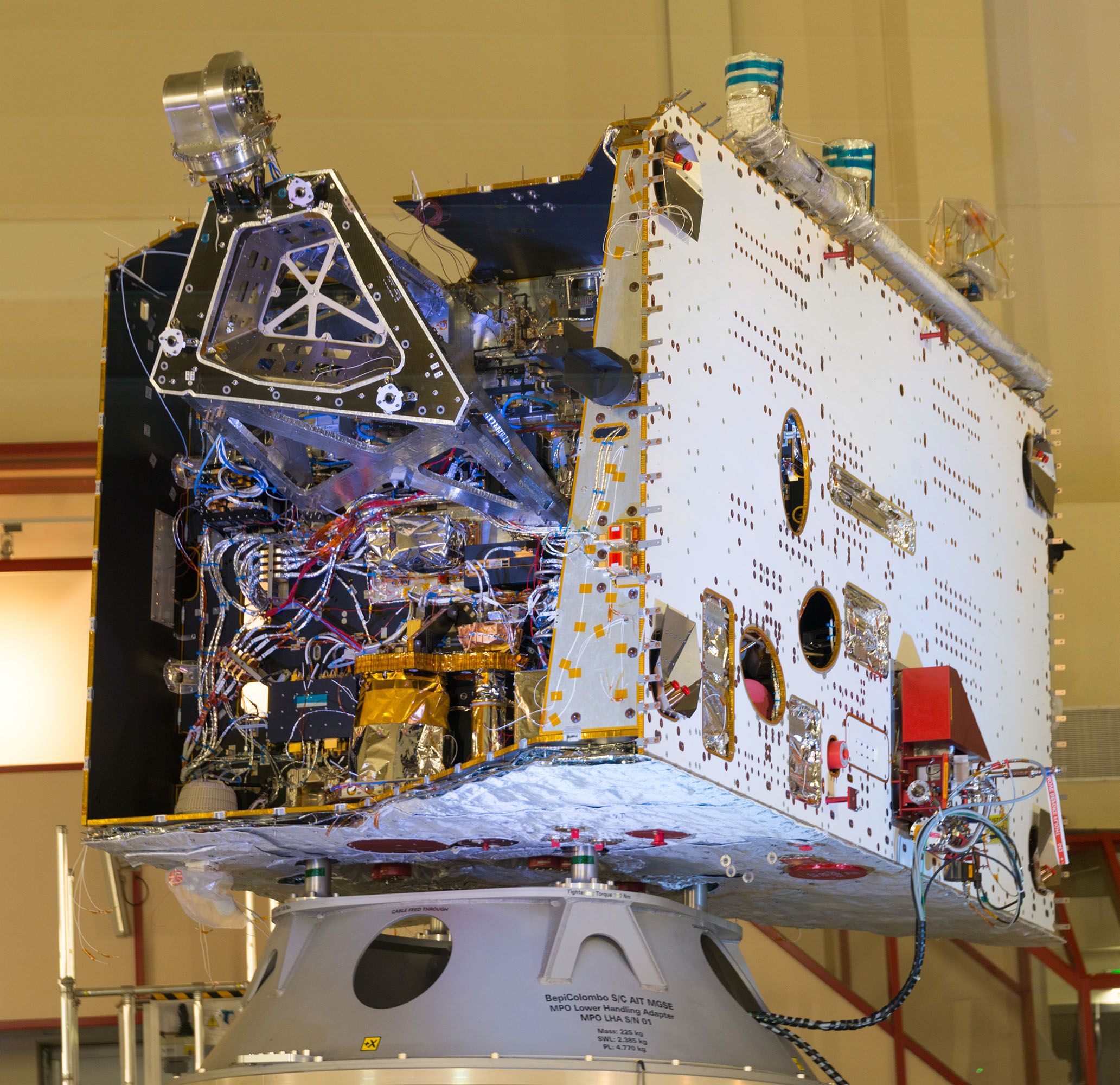
Mercury Planetary Orbiter

## Mercury Planetary Orbiter (MPO)

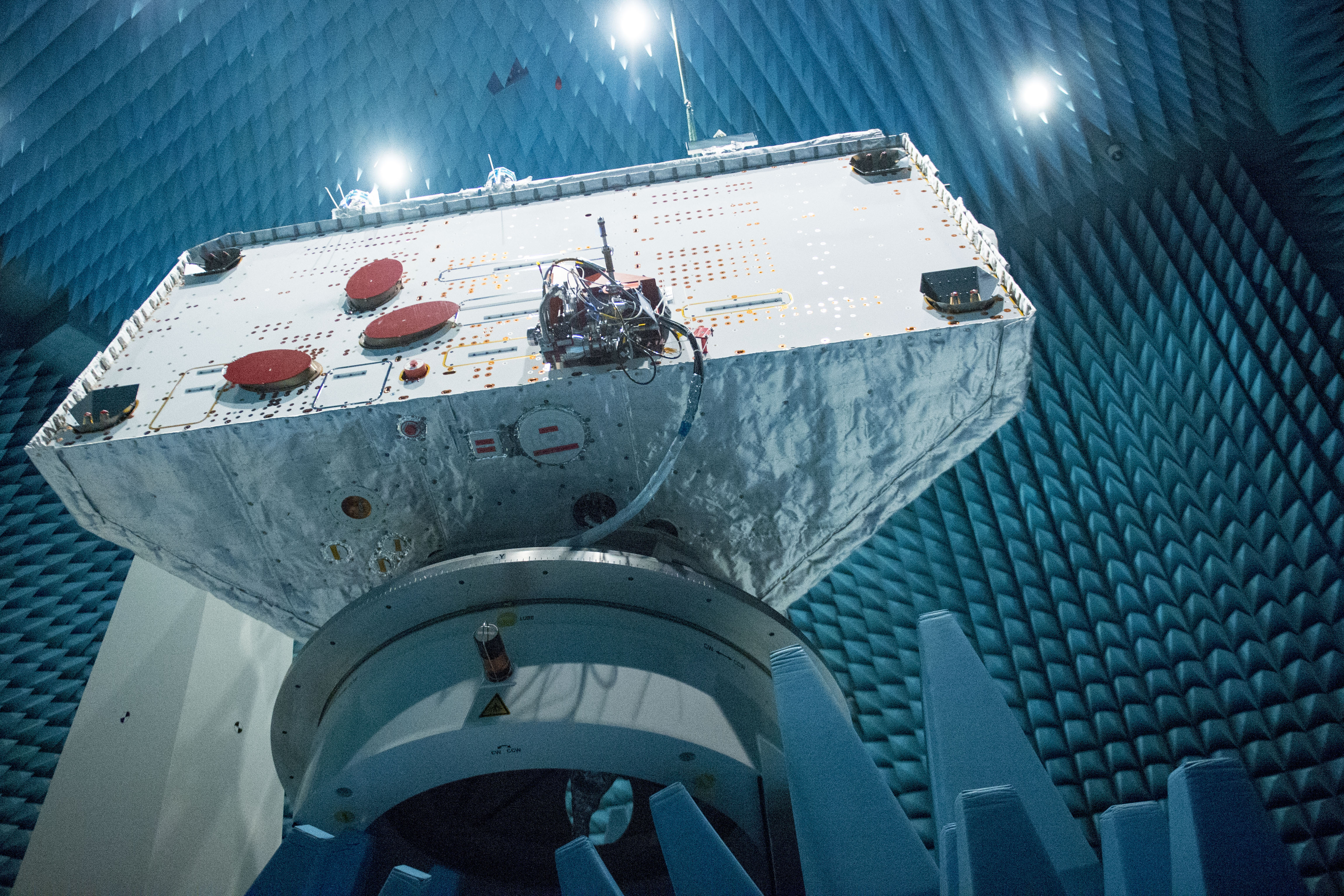
EMV- und Antennen-Test des Mercury Planetary Orbiters im ESTEC

Der MPO ist der europäische Orbiter der Mission. Der Satellitenkörper der Raumsonde ist 2,4 m breit, 2,2 m tief, 1,7 m hoch und besitzt einen 3,7 m breiten Radiator. MPO hatte beim Start eine Trockenmasse von 1146,6 kg, 673,2 kg Treibstoff und eine Gesamtmasse von 1819,8 kg.

### Energieversorgung
Während MTM in Betrieb ist, wird der Solargenerator des MPO mit den schmalen Seiten in Richtung Sonne gedreht. Dieses minimiert das Drehmoment auf die Fläche durch den Sonnenwind, dient der Temperaturkontrolle, verhindert, dass die Solarzellen vorzeitig altern und gibt den Blick für die Sonnensensoren frei. Das MTM übernimmt in dieser Zeit für MPO und MIO die Stromversorgung. Im Orbit um Merkur zeigt die Seite mit den Instrumenten immer nach Nadir, als Resultat sind bis zu 5 Seiten unter dem Sonneneinfluss und nur eine Seite kann für den Radiator genutzt werden.
MPO benötigt während des Wissenschaftsbetriebs 1140 W, die von einem Solargenerator erzeugt werden. Die Solarmodule haben eine Fläche von 8,2 m2 und sind im entfalteten Zustand 7,5 m lang. Die Stromversorgung ist auf 28 V reguliert und für den Betrieb auf der Nachtseite gibt es eine Batterie. Der Solargenerator besteht aus einem Flügel aus drei Teilen, der auf einer Seite zu 70 % mit Solarzellen und zu 30 % mit Reflektoren bedeckt ist. Die Reflektoren sorgen dafür, dass die Temperatur nicht über das erlaubte Limit von 200 °C steigt. Der Generator wird in einen flacheren Winkel zur Sonne gedreht, der genügend Strom produziert, aber zugleich verhindert, dass sich die Paneele unnötig aufheizen. Diese Faktoren bewirken, dass trotz der hohen Einstrahlung ein relativ großer Generator benötigt wird.

### Temperaturkontrolle
Ein wichtiges Thema ist die Hitzebeständigkeit und die Temperaturkontrolle. Diese bedeutet, dass alle Materialien, Oberflächen, Baugruppen, Nutzlasten und Anbauten einer hohen Temperaturbelastung standhalten müssen. Für den Betrieb ist es wichtig, dass die meiste Energie nicht absorbiert, sondern reflektiert wird. Die Oberfläche ist mit einer mehrlagigen Isolierung (Multi-Layer Insulation oder MLI) bedeckt und absorbiert nur wenig der Strahlung und reflektiert den größten Teil. Dennoch heizt sich das Material auf über 360 °C auf. Die bis dahin üblichen Isoliermaterialien, z. B. metallbedampfte Polyimidfolien halten der Belastung nicht stand. Benutzt wird daher eine keramische Faser mit Titanschichten. Die Entwicklung dieses Materials war sehr aufwendig. Reflektierend beschichtet ist auch die Hochgewinnantenne, die unvermeidbar voll der Sonne ausgesetzt ist. Das Radioexperiment erfordert zugleich eine sehr stabile Antenne, darum wurde sie in Titan gefertigt.
Der Radiator ist nicht der Sonne ausgesetzt, empfängt aber dennoch intensive Rückstrahlung von Licht- und Wärmestrahlung von der Planetenoberfläche. Um den Anteil dieser parasitären Strahlung zu verringern, hat der Radiator hochreflektierende Finnen, die diese Strahlung in einem Winkel reflektieren und die zugleich die Abstrahlung der Wärmestrahlung in den Weltraum erlauben. Im Inneren soll die Temperatur standardmäßig in einem Bereich von 0 bis −50 °C gehalten werden, für bestimmte Instrumente wird −10 °C bereitgestellt. Für die Instrumente gibt es Doppel-H-Paneele, die eine Montage auf von drei Seiten gekühlten Platten erlauben, während die Instrumente auf die heiße Oberfläche schauen. Die Kühlung erfolgt mit Wärmerohr zwischen den Doppel-H-Paneelen und dem Radiator. Dabei werden verschiedene Zonen mit unterschiedlichen Anforderungen gebildet. Für die kältesten Phasen während der Reise stehen Heizelemente zur Temperaturstabilisierung zur Verfügung.

### Kommunikation
MPO verfügt über zwei unbewegliche Niedergewinnantennen für X-Band, eine bewegliche Mittelgewinnantenne für X-Band und eine bewegliche Hochgewinnantenne mit 1 m Durchmesser. Die beiden Niedergewinnantennen können aus jeder Lage senden und empfangen und dienen in der Startphase und in Erdnähe zur Kommunikation, außerdem zur Sicherung der Notfallkommunikation in großer Entfernung. Die Mittelgewinnantenne befindet sich auf einem Ausleger und wird hauptsächlich in den langen Phasen zwischen den Planetenbegegnungen eingesetzt und wenn die Sonde in den Sicherheits- oder Notfallbetrieb geht. Die Geometrie der Mittelgewinnantenne erlaubt in den meisten Situationen die Ausrichtung auf die Erde. Die Hochgewinnantenne wird in den interplanetaren Phasen eingesetzt, wenn ein höheres Datenvolumen anfällt. Sie kann im gleichzeitig im X-Band senden und empfangen und im Ka-Band senden, muss aber bis auf wenige Bogenminuten genau auf die Erde ausgerichtet werden.

### Navigation und Lagekontrolle, Antriebe
Das sogenannte Attitude and Orbit Control System (AOCS) verfolgt mehrere Aufgaben. Es muss einerseits die Navigation erfüllen, aber andererseits das Raumfahrzeug so ausrichten, dass auch im Fall einer Betriebsstörung keine Komponenten durch die Strahlung beschädigt werden. Die unterschiedlichen Phasen des Anflugs erfordern dabei unterschiedliche Ausrichtungen. AOCS benutzt zur Navigation und Lagekontrolle mehrere Systeme:
- Drei Sternsensoren mit eigener Elektronik und Streulichtblenden. Die Sternsensoren haben Schutzklappen im Gehäuse. Für den Fall, dass die Kontrolle über MPO verloren geht, werden diese automatisch geschlossen, damit die Sensoren nicht durch die intensive Sonneneinstrahlung zerstört werden.
- Zwei Trägheitsmesssysteme, darin enthalten sind vier Gyroskope und vier Beschleunigungsmesser in tetraedrischer Anordnung und die zugehörige Elektronik.
- Zweimal vier redundante Sonnensensoren.
- Vier Reaktionsräder mit doppelter Elektronik. Drei Reaktionsräder sind zum Betrieb notwendig.
- Zwei redundante Sätze von vier 22-Newton-Antriebsdüsen. Als Treibstoffe verwenden diese zwei Komponenten: MON3, einen Mix aus Stickstofftetroxid mit 3 % Stickoxid als Oxidator, und Hydrazin. Diese Triebwerke dienen zum Abbremsen und Einschwenken in eine hohe Merkurumlaufbahn. Danach werden damit die Umlaufbahnen für MIO und MPO erniedrigt. Im Zielorbit angelangt werden diese Triebwerke deaktiviert und passiviert.
- Zwei redundante Sätze von vier 5-Newton-Hydrazin-Antriebsdüsen für Lagekontrolle und Entsättigung der Reaktionsräder.
- High and Medium Gain Antenna Pointing Mechanism (HGAPM/MGAPM), diese kompensieren automatisch die Störungen, die die Ausrichtung der Antennen verursachen.
- Drei Solar Array Drive Mechanismen (SADM), diese bewegen die beiden Solarpanele des MTM und das des MPO.
- 12 redundante chemische Triebwerke mit je 10 Newton Schub für das MTM während des Anflugs.
- Solar Electrical Propulsion Subsystem (SEPS), solange der Ionenantrieb des MTM in Bereitschaft ist.

Insgesamt bedient AOCS 58 Antriebe und Lagekontrollelemente und verarbeitet die Daten von 15 Sensoren.
Für den Fall, dass der redundante Bordcomputer eine Störung aufweist, muss die korrekte Ausrichtung des Raumfahrzeugs jederzeit weiterhin gewährleistet werden, um die Überhitzung und den Ausfall von Komponenten zu verhindern. Aus diesem Grund gibt es die Failure Correction Electronik (FCE), diese bewahrt die Informationen aus den Trägheitsmesssystemen und den Sterntrackern über die Ausrichtung des Raumfahrzeugs, solange innerhalb von wenigen Minuten der Bordcomputer neu gestartet oder auf den sekundären Bordcomputer gewechselt wird. FCE sorgt in diesem Fall auch, dass die Solarpanele korrekt ausgerichtet bleiben. FCE kann in dieser Zeit nicht die Sonnensensoren auslesen und die Sterntracker sind zur Sicherheit geschlossen, aber die Informationen des Trägheitsmessystems können die Lageveränderungen für diese Zeit gegenüber der letzten gemessenen Position mit ausreichender Genauigkeit fortschreiben, bis der Bordcomputer wieder verfügbar ist und alle Navigationssysteme wieder ausgelesen werden können.
AOCS hat mehrere Betriebsarten:
- Sun Acquisition and Survival Mode wird benötigt, um direkt nach dem Start die Sonne zu finden und die Sonde korrekt auszurichten. Zur Lagekontrolle werden nur die Steuerdüsen verwendet. Die Sonde rotiert dabei um die Achse, die zur Sonne zeigt. Dieser Modus würde sonst nur noch automatisch nach einer Computerstörung ausgeführt.
- Dann wird in den Safe and Hold Mode gewechselt. In diesem Betriebszustand werden die Reaktionsräder zur Lagekontrolle eingesetzt, dadurch verringert sich der Treibstoffverbrauch. Außerdem wird zum Empfang die Mittelgewinnantenne auf die Erde ausgerichtet, optional auch die Hochgewinnantenne. AOCS entsättigt in diesem Modus die Reaktionsräder automatisch.
- Nur durch einen Befehl von der Erde wird von Save and Hold in den Normalbetrieb gewechselt. Im Normalbetrieb werden die Reaktionsräder nur auf Befehl entsättigt, denn die Steuerdüsen sind in diesem Fall abgeschaltet und müssen vor dem Einsatz vorgewärmt werden. Die Rotation wird gestoppt und sowohl Mittel- als auch Hochgewinnantenne können betrieben werden.
- Orbit Control Mode wird eingesetzt, solange die chemischen Triebwerke die Flugbahn stark verändern. Es gibt zwei separate Steuereinheiten, eine zur Steuerung der Triebwerke des MTM und eine für MPO, die in Betrieb geht, sobald die Transferstufe abgeworfen wurde.
- Der Electric Propulsion Control Modus wird benötigt, um die Ionentriebwerke zu betreiben. Alle Funktionen des Normalbetriebs laufen weiter, aber die Reaktionsräder werden, wenn möglich, durch die Ionentriebwerke entsättigt. Die chemischen Triebwerke sind abgeschaltet und es ist möglich, dass in dieser Zeit weder die Mittelgewinn-, noch die Hochgewinnantenne zur Erde zeigen kann. In diesem Modus arbeitet die Sonde weitgehend autonom und benötigt keine Steuerbefehle von der Erde. Es gibt eine Onboard-Fehlererkennung, die Probleme erkennen kann und automatische Prozeduren ausführt zur Isolation des Fehlers und zur automatischen Fehlerkorrektur oder zum Wechsel auf redundante Systeme.[8]

### Instrumente des MPO
Die wissenschaftliche Nutzlast des MPO wiegt 85 kg und umfasst elf Instrumente, zehn europäische und ein russisches. Die Zusammenarbeit aller Instrumente von beiden Orbitern erlaubt zusätzliche Erkenntnisse, die aus den Daten der einzelnen Instrumenten alleine nicht zu gewinnen sind.

#### BELA (BepiColombo Laser Altimeter)
BELA (BepiColombo Laser Altimeter) ist ein Laser-Höhenmesser mit einer Ortsauflösung von 50 m. Dieses Instrument wird vom DLR in Zusammenarbeit mit der Universität Bern, dem Max-Planck-Institut für Sonnensystemforschung und dem Instituto de Astrofisica de Andalucia verantwortet. Das Instrument hat einen Neodym-dotierten Yttrium-Aluminium-Granat-Laser, der sehr kurze 50-mJ-Laserimpulse mit einer Wellenlänge von 1064 nm zur Merkuroberfläche senden wird. Das reflektierte Laserlicht im nahen Infrarot wird von einer Lawinen-Photodiode im Brennpunkt eines Teleskops empfangen. Ein wichtiger Teil der Entwicklung war der Schutz des Instruments gegen die Hitze und die intensive Sonnenstrahlung sowie der Ausschluss von Streulicht. Das Messprinzip ist eine Laufzeitmessung des Laserstrahls, bis der reflektierte Strahl wieder empfangen wird. Das Instrument kann bis zu einer Höhe von 1000 km über der Oberfläche arbeiten. Aufgaben und erwartete Ergebnisse des Instruments:
- Globale Form des Planeten
- Globale und lokale Topographie (für gemeinsame Auswertung mit Schwerefelddaten)
- Parameter der Rotation und Libration
- Messungen von Verformungen durch die Gezeitenkräfte
- Höhenprofile geologischer Formationen
- Rauigkeit und Albedo der Oberfläche
- Navigations-Unterstützung

#### MERTIS (Mercury Radiometer and Thermal Infrared Spectrometer)
Infrarotdetektor und -spektrometer von hoher Auflösung mit dem Zweck, eine mineralogische und eine Temperatur-Landkarte Merkurs zu erstellen. Das Instrument untersucht die Zusammensetzung der Oberfläche, identifiziert die gesteinsbildenden Mineralien und ermöglicht, die Kartografie der Oberflächenmineralien, schließlich werden die Oberflächentemperaturen untersucht und die Trägheit der Temperaturänderungen. Untersucht wird der Reststrahlen-Effekt, der Christiansen-Effekt und die Transparenz der Materialien. Das Instrument beobachtet abwechselnd die Oberfläche, den Weltraum und zwei Schwarzkörperstrahler mit Temperaturen von 300 K und 700 K als Referenzen. Es arbeitet anhand ungekühlter Mikrobolometer-Technologie mit einem Beobachtungswinkel von 4° in einer Wellenlänge von 7 bis 14 µm mit einer spektralen Auflösung von 90 nm. Es soll räumliche Auflösungen von 500 m für die mineralogische und von 2000 m für die Temperatur-Landkarte liefern. Die gesamte Oberfläche soll mit einer räumlichen Auflösung von maximal 500 m erfasst werden, aber 5–10 % der Oberfläche sollen mit Auflösung besser als 500 m aufgenommen werden. Bei einem Gewicht von ca. 3,3 kg hat es eine durchschnittliche Leistungsaufnahme von circa 10,0 bis 12,4 W. Beim Bau war das deutsche Unternehmen Astro- und Feinwerktechnik Adlershof maßgeblich beteiligt.
Die Informationen über die Zusammensetzung der Oberfläche entscheiden, welche der konkurrierenden Theorien die Entstehung von Merkur am besten erklärt. Eine Theorie besagt, dass gewaltige Einschläge bald nach der Entstehung den Planeten von seiner primordialen Kruste und dem oberen Mantel befreit haben. Dann wäre der übriggebliebene Rest stark von Substanzen und Elementen der primordialen Kruste abgereichert.

#### PHEBUS (Probing of Hermean Exosphere By Ultraviolet Spectroscopy)
Ultraviolett-Spektrometer mit dem Zweck, Merkurs Exosphäre zu analysieren und ihr dynamisches Verhalten, gekoppelt an Oberfläche und Magnetosphäre des Planeten, besser zu verstehen. Das Instrument hat einen EUV-Detektor im Wellenlängenbereich 55–155 nm, und einen FUV-Detektor für den Bereich 145–315 nm, mit Erweiterung für die NUV-Linien in 404,4 und 422,8 nm von Kalium und Calcium. Insgesamt können sie eine spektrale Auflösung von 1 nm erreichen. Das Instrument kann die Elemente Si, Mg, Fe und die Edelgase Ar, Ne sowie deren räumlich-zeitliche Verteilung in der Exosphäre erkennen. Die wissenschaftliche Entwicklung und der Bau des gesamten Instruments geschahen in der Verantwortung des französischen LATMOS, wobei CNES das Instrument als Generalunternehmen in Auftrag gab. Beiträge zum Instrument stammen von der Universität Tokyo in Japan, vom russischen Raumforschungsinstitut IKI und vom CNR-IFN-LUXOR-Labor in Italien. Die Detektoren in der Größe 25 × 40 mm bestehen aus Caesiumiodid (CsI) für EUV und Caesiumtellurid (Cs2Te) für FUV.

#### SIMBIO-SYS (Spectrometer and Imagers for MPO BepiColombo Integrated Observatory System)
Umfangreiches Mulitkamerasystem mit vier Optiken für Stereo-, Hochauflösungs- und Multispektralaufnahmen, dessen Zweck die geologische Analyse der Oberfläche, die Untersuchung von Vulkanismus und Tektonik, des Alters und der Bestandteile sowie allgemeine Geophysik ist. SIMBIO-SYS ist das wichtigste Instrument der Mission und liefert von allen Instrumenten am meisten Daten. Es gibt drei Systeme, die unabhängig voneinander arbeiten.
- Der Stereo Channel (STC) benutzt zwei Optiken genannt H und L, die mit ihren Achsen für die Stereoaufnahmen in unterschiedliche Richtungen zeigen. Derselbe Bereich wird einmal von vorn während des Anflugs und dann wenig später nach dem Überflug ein weiteres Mal aus der Rückschau erfasst. Sie verfügt über vier spektrale Kanäle. Die Active Pixel Sensoren (APS) erfassen einmal panchromatisch 400–900 nm mit Mitte im Wellenlängenbereich 650 nm, dazu drei Filter mit 550, 700 und 880 nm. Damit erfasst sie sichtbares Licht und einen kleinen Bereich im Infrarot. Das Gesichtsfeld ist 5º und die Kamera erreicht eine Auflösung von bis zu 50 m/Pixel aus einer Höhe von 480 km.
- High spatial Resolution Imaging Channel (HRIC) hat eine eigene Optik und kann in den gleichen Spektralbereichen wie STC bei einem Gesichtsfeld von 1,47º aus einer Höhe von 480 km eine Auflösung von bis zu 5 m/Pixel erreichen; Mit dieser Kamera sollen ca. 10 % der Oberfläche hochauflösend erfasst werden.
- Visible Infrared Hyperspectral Imager Channel (VIHI) wird sich auf sichtbares und nahes Infrarot (400 bis 2000 nm mit Erweiterung für 2200 nm) konzentrieren. Bei einem Gesichtsfeld von 3,7° erreicht die multispektrale Kamera bei einer Flughöhe von 480 km eine Auflösung von 120 m pro Pixel. Die gesamte Oberfläche soll mit einer Auflösung von 480 m pro Pixel und ungefähr 5–10 % der Oberfläche soll mit 120 m Auflösung erfasst werden. Die Technik kombiniert eine Zeilenkamera mit Spektrometer mit einer spektralen Auflösung von 6,25 nm.[14] Das Ergebnis ist ein endoser Bildstreifen. Damit kann jedem einzelnen Bildpunkt ein Spektrum zugeordnet werden. Mit dieser Kamera wird eine mineralogische Karte erstellt, dabei werden die Strukturen der Oberfläche mit der Oberflächenzusammensetzung verknüpft.

#### SIXS (Solar Intensity X-ray and particles Spectrometer)
Röntgen- und Partikeldetektoren (Protonen, Elektronen) mit dem Ziel, die variable Signatur im Röntgenbereich der Planetenoberfläche durch Messungen der Sonnenstrahlung besser zu verstehen. Aus den SIXS-Messungen können zuverlässige Schätzungen der Planetoberflächenbestrahlung gewonnen werden, die danach mit den verwandten MIXS-Messungen korreliert werden sollen. Das Instrument kann Spektralmessungen im Röntgen-Energiebereich von 1 bis 20 keV mit einer zeitlichen Auflösung von bis zu einer Sekunde durchführen und gleichzeitig Spektra von Protonen (von 0,33 bis 30 MeV) und Elektronen (von 50 keV bis 3 MeV) mit Zählraten von bis zu 20000 cps aufnehmen.

#### MIXS (Mercury Imaging X-ray Spectrometer)
Teleskop mit Kollimator für die Röntgenfluoreszenz der Merkuroberfläche, das bei der Bestimmung ihrer elementaren Zusammensetzung helfen soll. MIXS-Messungen sollen mit Messungen des Partnerinstruments SIXS kalibriert werden, um dann die Ergebnisse auf dem Planeten zu kartographieren. MIXS hat zwei Kanäle. Das MIXS-Teleskop (MIXS-T) hat ein sehr enges Sichtfeld (1° FoV), während der Kollimator (MIXS-C) mit 10° arbeitet. Das Instrument wurde entwickelt und konstruiert von der Universität Leicester, dem Max-Planck-Institut für Sonnensystemforschung (MPS) und dem Max-Planck-Institut für extraterrestrische Physik (MPE). Die Beobachtung beruht auf einer Beleuchtung der Oberfläche mit Röntgenstrahlung aus der Sonnenkorona. Die Röntgenstrahlen regen die Elektronen der Elemente auf der Oberfläche an und diese senden daraufhin charakteristische Fluoreszenzlinien aus, die sich analysieren lassen. Für die Kalibrierung der Röntgenstrahlung benötigt das Instrument die Daten über die Intensität der Beleuchtung, die von SIXS geliefert wird.

#### SERENA (Search for Exospheric Refilling and Emitted Natural Abundances)
Das Instrument SERENA besteht aus einem vierteiligen Satz an Teilchendetektoren, die die dynamischen Prozesse des gekoppelten Systems Exosphäre-Magnetosphäre-Oberfläche analysieren sollen. Alle vier Einheiten arbeiten unabhängig voneinander, aber in der gleichzeitigen Zusammenarbeit vergrößert sich der Nutzen der Instrumente und es lassen sich weitere wissenschaftliche Ziele erreichen.
1. ELENA (Emitted Low-Energy Neutral Atoms) Ist eine Kamera, die neutrale Partikel und Gase aufnimmt, die von der Oberfläche Merkurs entweichen. ELENA hat ein 1-D Gesichtsfeld, die zweite Dimension ergibt sich aus der Bewegung des Raumschiffs. Das Gesichtsfeld ist 4,5° × 76° nadir, mit einer Winkelauflösung von 4,5° × 4,5°. Die messbaren Energien sind zwischen 20 eV und 5 keV.[18]
2. STROFIO (Start from a Rotating Field mass spectrometer) ist ein Spektrometer, das neutrale Gaspartikel der Exosphäre aufnimmt. Es handelt sich um einen neuen Typ von Massenspektrometer. Die neutralen Partikel treten in das System ein und werden ionisiert. Die Ionen werden fokussiert und bewegen sich auf einer gleichmäßigen Flugbahn zum 2-D Detektor, dort wird die Flugzeit gemessen. Daraus lässt sich wiederum die Masse und die Ladung berechnen. Das Strofio-Massenspektromete wurde im Discovery-Programm der NASA entwickelt.[19]
3. MIPA (Miniature Ion Precipitation Analyser) untersucht Ionen des Sonnenwinds und den Prozess mit dem sich Plasma an der Oberfläche niederschlägt. Es besteht aus einem Sensor und einer Elektroniksteckkarte und benutzt eine Hochspannung. Der Einfallswinkel der Ionen wird erkannt durch die Ablenkung an einem elektrostatischen Deflektor und die Energie durch einen nachfolgenden elektrostatischen Analysator. Das Instrument kann hohe Flüsse des Sonnenwindes beobachten und der Ionen der Magnetosphäre, die am Ende den Ionen-Sputtering-Prozess auslösen. Das Instrument kann die Masse einzelner Ionen auflösen und Energien zwischen 10 eV–15 keV messen.
4. PICAM (Planetary Ion Camera) ist ein Ionen-Massenspektrometer, die den Prozess untersucht bei dem Neutrale Teilchen vom Boden ausgestoßen werden, dann ionisiert werden und sich in der Umgebung von Merkur bewegen. Die Ionen-Optik beruht auf dem Prinzip einer modifizierten Lochkamera. Der Sensor ist achsensymmetrisch zur Z-Achse und das Gesichtsfeld ist halbkugelförmig. Die beobachtbaren Energien liegen zwischen 1 eV und 3 keV. PICAM wurde vom Institut für Weltraumforschung (IWF), vom Institut für Weltraumforschung der Russischen Akademie der Wissenschaften (IKI), vom Institut de recherche en sciences de lenvironnement (CETP/IPSL), vom Europäischen Weltraumforschungs- und Technologiezentrum (ESTEC), vom Research Institute for Particle and Nuclear Physics (KFKI-RMKI) und vom Max-Planck-Institut für Sonnensystemforschung (MPS) entwickelt.[20]

#### MPO-MAG (MPO Magnetometer)
Einer von zwei digitalen Fluxgate-Magnetometern, aus denen das wissenschaftliche Instrument MERMAG (MERcury MAGnetometer) besteht. Der andere Magnetometer MIO-MAG befindet sich am Bord von MIO und beide zusammen haben das Ziel, Ursprung, Entwicklung und Zustand des Planeteninneren durch die vollständige Charakterisierung seines magnetischen Feldes besser zu verstehen. Die Geräte werden mit einer Abtastrate von 128 Hz das schwache Merkur-Magnetfeld in drei Dimensionen messen und alle Terme dieses Feldes (bis zum Oktupol-Grad) präzise erfassen. Der Messbereich ist ±2048 nT mit einer digitalen Auflösung von weniger als 60 pT. Eine Sensor befindet sich am Ende eines 3 m langen Auslegers, ein anderer im Inneren der Sonde. Auf diese Weise kann das Eigenmagnetfeld der Sonde ermittelt und die Messung kalibriert werden. Ebenso hilft der Vergleich mit den Messwerten von MIO-MAG bei der Kalibrierung. Eine sekundäre Aufgabe des Instruments ist die Interaktion des Sonnenwinds mit dem Magnetfeld Merkurs und mit dem Planeten selbst zu untersuchen. Wenn der Sonnenwind auf das Magnetfeld trifft, werden dynamische magnetosphärische Ströme generiert. Untersucht werden die Bedingungen für das Auftreffen des Sonnenwindes auf die Planetenoberfläche, ebenso werden die dabei auf der Oberfläche induzierten Ströme und die Leitfähigkeit des Regolith untersucht.
Nach den ersten erfolgreichen Messungen des Magnetfelds beim Vorbeiflug an der Erde wurde beschlossen, das Instrument für die überwiegende Zeit des Flugs in Betrieb zu lassen, um damit den Sonnenwind zu erfassen. In der Zusammenarbeit mit dem ESA-eigenen Solar Orbiter ergeben sich dadurch neue Synergien bei der Untersuchung der Sonnenumgebung. Außerdem untersucht die Parker Solar Probe der NASA den Sonnenwind. Die drei Sonden befinden sich räumlich an verschiedenen Stellen und verfügen jeweils über ein Magnetometer. Gemeinsam können sie zur Untersuchung der räumlichen und zeitlichen Ausbreitung von koronalen Massenauswürfen beitragen.

#### ISA (Italian Spring Accelerometer)
Ein hochempfindlicher dreiachsiger Beschleunigungsmesser, der in Verbindung mit MORE eine Vorhersage der allgemeinen Relativitätstheorie überprüft. Das Instrument misst Störungen der Flugbahn von MPO, die nicht auf der Schwerkraft beruhen. Die Messungen sollen dabei helfen, die Umlaufbahn genauer zu bestimmen und zwischen Effekten unterscheiden, die auf der Schwerkraft beruhen und solchen, die nicht auf der Schwerkraft beruhen.

#### MORE (Mercury Orbiter Radio-science Experiment)
Das Experiment bedient sich der Kommunikationsanlage mit ihren Transpondern und Antennen, um damit Radiowellenexperimente in unterschiedlichen Frequenzen zu machen insbesondere benutzt es den Ka-band Transponder KaT und das Prinzip von Dopplerverschiebung. Für die Messungen werden sowohl Signale der Bodenstationen verwendet, als auch Daten von BELA, ISA und SIMBIO-SYS. Weiter werden die Daten der bordeigenen Lageregelung und -kontrolle ausgewertet. Mit MORE sollen die Entfernungen mit einer Genauigkeit von 15 cm gemessen werden können und Beschleunigungen mit einer Genauigkeit von 1,5 μm/s bei einer Integrationszeit von 1000 Sekunden. Mit SYMBIO-SYS werden bestimmte Landmarken erfasst, damit kann die genaue Rotationsbewegung des Planeten ermittelt werden.

#### MGNS (Mercury Gamma-ray and Neutron Spectrometer)
Detektor zum Nachweis von strahlungsinduzierten Sekundärneutronen und Gammastrahlung auf der Merkuroberfläche. Das Instrument erlaubt die Bestimmung der Elemente von unterscheidbaren Regionen auf der Merkuroberfläche. Erkannt werden die Hauptbestandteile der Mineralien wie die Elemente Si, O, C, Al, Na, Fe, Ca, S, Cl und die natürlich vorkommenden radioaktiven Elemente K, Th, U im Spektrum der Gammastrahlen von der Oberfläche bei einer Auflösung von ca. 400 km. Als weiteres Ergebnis kann das Instrument die regionale Verteilung von Wasserstoff auf der Oberfläche erkennen. Vermutet werden Ablagerungen von Wasser in den Polregionen in Kratern, die permanent im Schatten liegen. Merkur hat keine Atmosphäre und nur ein schwaches Magnetfeld. Schwere Partikel von galaktischer kosmischer Strahlung können direkt in die Oberfläche einschlagen. Dabei werden sekundäre Neutronen von hoher Energie ausgestoßen, diese wiederum interagieren mit den Atomkernen des Oberflächenmaterials und produzieren Gammastrahlung und einen kleinen Fluss von moderierten Neutronen. Jedes Element produziert dabei ein eindeutiges Muster von Gammastrahlen, die sich mit der Gammastrahlen-Spektroskopie erkennen lassen. Die natürlichen radioaktiven Elemente K, Th und U emittieren von selbst, auch ohne die Wirkung der kosmischen Strahlung. Das Energiespektrum der moderierten Neutronen hängt auch von der Anwesenheit von Wasserstoff ab, weil Wasserstoff ein besonders effektiver Moderator von Neutronen ist. Umgekehrt lässt sich daraus auf die Anwesenheit von Wasser schließen. Das Gammastrahlen-Spektrometer benutzt einen Szintillator auf Basis von Cer(III)-bromid. Für die Erkennung von Neutronen gibt es einen Szintillator für hochenergetische Neutronen und einen Satz von drei Sensoren für thermische und epithermische Neutronen.

## Mercury Magnetospheric Orbiter (MIO)

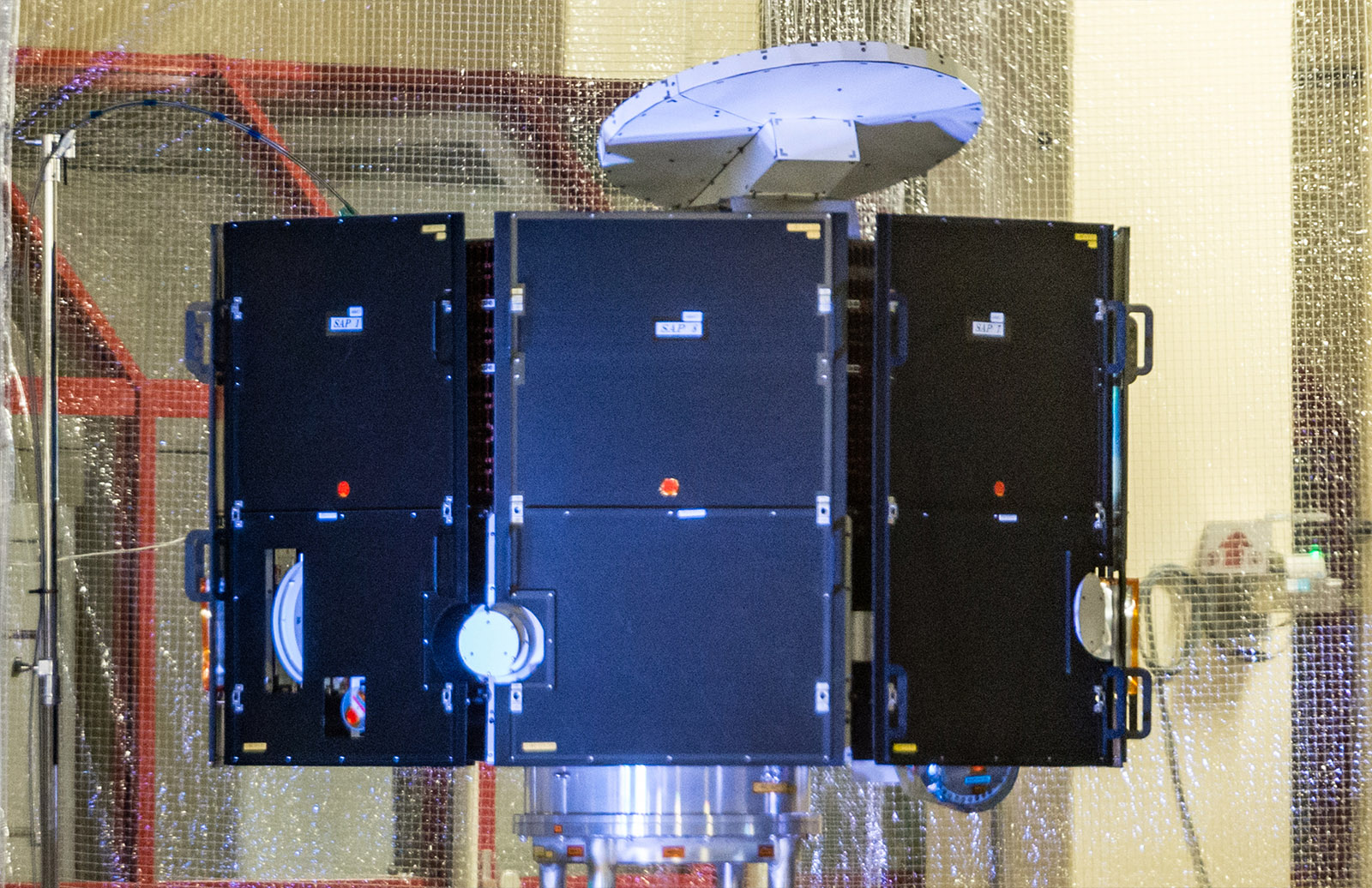
Mercury Magnetospheric Orbiter im ESTEC

Der Mercury Magnetospheric Orbiter MMO wurde unter japanischer Verantwortung entwickelt und im Juni 2018, vor dem Start in MIO umbenannt. Mio, japanisch bedeutet Wasserstraße, Wasserweg, Fahrrinne und spielt an auf die stete Bewegung der Sonde gegen den Partikelstrom des Sonnenwinds.
Während der langen Reise zu Merkur befindet sich MIO geschützt von MOSIF auf der kalten Seite und wird vom Transfermodul mit Strom versorgt, um mit Thermostaten und Heizmodulen die Temperatur konstant zu halten.
Bei der Abtrennung vom MPO aus dem MOSIF wird MIO in Rotation mit einer Rate von 15 Umdrehungen pro Minute versetzt. Anschließend werden zwei fünf Meter lange Masten zur Magnetfeldvermessung und vier 15 m lange Drahtantennen zur Vermessung des elektrischen Feldes ausgefahren.

### Aufbau von MIO
Die Raumsonde mit oktogonalem Querschnitt ist 1,06 m hoch, hat einen Außendurchmesser von 1,8 m und wog beim Start etwa 255 kg inklusive der Kaltgasvorräte.
Ein Teil der Außenfläche ist zu 70 % mit Solarzellen und 30 % mit optischen Reflektoren ausgestattet. Die Bus-Spannung ist 50 V. Die Mehrschicht-Solarzellen sind von Glas bedeckt, das mit einer elektrisch leitenden Schicht versehen ist. Eine Lithiumionenbatterie mit einer nominalen Kapazität von 23,5 Ah versorgt Mio für jeweils zwei Stunden auf der Nachtseite. Alle Oberflächen von MIO sind elektrisch leitend beschichtet, damit die Messinstrumente möglichst von statischer Aufladung unbeeinflusst sind.
Die Temperaturkontrolle erfolgt passiv in Verbindung mit einer aktiven Kontrolle der Heizelemente für den kältesten Teil der Reise. Ein Großteil der Sonde, vor allem der obere Teil der Sonde ist mit optischen Reflektoren und mehrlagigen Isolationsfolien isoliert. Die inneren Oberflächen sind mit schwarzer Farbe überzogen, die die Hitze abstrahlt und somit eine gleichmäßige Wärmeverteilung im Inneren ermöglicht. Die äußere Oberfläche des unteren Teils ist schwarz beschichtet und mit Reflektoren bedeckt, die die Aufheizung verhindern und die Wärmeabstrahlung ermöglichen. Batterie, Tanks und Motor für den Antrieb der Antenne sind durch zusätzliche Isolation und Radiatoren vor Überhitzung geschützt.
Für die Kommunikation hat MIO eine flache Phased-Array-Antenne von 80 cm Durchmesser als Hochgewinnantenne im X-Band. Die Sendelemente sind spiralförmig angeordnet. Eine Parabolantenne wäre zwar zur Datenübertragung effektiver, aber da auf die Antenne zugleich intensive Licht- und Infrarotstrahlung aus verschiedenen Richtungen einwirkt, könnte sich die Strahlung an unerwünschter Stelle bündeln und den Orbiter schädigen. Die Antenne wird mit einem Motor in eine Gegenrotation mit derselben Umdrehungsrate versetzt, so dass sie für die Kommunikation stabil in Richtung Erde ausgerichtet werden kann. Die Antenne ist schwenkbar in einem Bereich von ±13° und ist mit einer reflektierenden weißen Farbe bedeckt. Der Sender hat eine Sendeleistung von 20 Watt. Die Datenrate ist abhängig von der Entfernung des Merkur zur Erde und erreicht durchschnittlich 16 kB/s. Damit lassen sich ca. 40 MB Daten am Tag übertragen. MIO hat außerdem zwei Mittelgewinnantennen im X-Band als Backup, die nach der Abtrennung ausgefahren werden. Eine der Mittelgewinnantennen ist ein Doppelreflektor, die andere ist ein Hornstrahler.
Nach dem Aussetzen verbleibt MIO in seinem Orbit und es gibt keine weitere Möglichkeit zur Orbitkontrolle. Zur Lageerkennung dienen Sonnensensoren an den Seitenpanelen und ein Sternsensor an der Unterseite des Orbiters. Zur Lageregelung dienen ein Kaltgassystem mit Stickstoff und ein passiver Nutationsdämpfer im Zentralzylinder. Das Kaltgassystem hat sechs kleine Düsen mit einem Schub von 0,4 N zur Lageregelung, vier davon dienen zur Kontrolle der Rollbewegung, zwei sind in axialer Richtung angeordnet. Der Gastank ist innen mit einer Titanlegierung ausgekleidet, darüber befindet sich eine Hülle aus Karbonfasern. Der Tank ist konstruiert für einen maximalen Druck von 27,7 MPa und hat ein Volumen von 14,8 Litern. Befüllt wurde der Tank mit 3,69 kg gasförmigem Stickstoff, davon verbleiben 0,69 kg als Rest im Tank und in den Leitungen.

### Instrumente von MIO
MIO dient vor allem der in situ Messung von Plasma, Magnetfeldern, Strahlung und Partikeln und trägt dafür fünf wissenschaftliche Instrumente (45 kg) – vier japanische und ein europäisches.

#### MIO-MAG (MIO Magnetometer, auch MMO-MGF)
MIO-MAG soll zusammen mit dem MPO-MAG das magnetische Feld von Merkur und dessen Magnetosphäre sowie den interplanetaren Sonnenwind vermessen. Beide Magnetometer MIO-MAG (MMO-MGF) und MPO-MAG und weiters das Ionenspektrometer PICAM auf MPO entstanden unter führender Beteiligung des Instituts für Weltraumforschung, Graz und sind durchgehend eingeschaltet.

#### MPPE (Mercury Plasma Particle Experiment)
Das Instrument dient der Untersuchung des Plasmas und der neutralen Teilchen von Merkur sowie von dessen Magnetosphäre und des interplanetaren Sonnenwindes. Es handelt sich um ein Instrumentenpaket, bestehend aus sieben verschiedenen Sensoren: drei Sensoren für Elektronen, drei für Ionen und ein Sensor für Neutralteilchen. Die Bezeichnungen der Sensoren sind: ENA (Energetic Neutral Atom), HEP-e (High Energy Particles – electron), HEP-i (High Energy Particles – ion), MEA (Mercury Electron Analyzer), MIA (Mercury Ion Analyzer) und MSA (Mass Spectrum Analyzer). Der MSA-Sensor ist ein TopHat-Ionenspektrometer, das gemeinsam entwickelt wird vom Laboratory of Plasma Physics (LPP), dem Max-Planck-Institut für Sonnensystemforschung (MPS), der IDA-TU Braunschweig und dem Institute of Space and Astronautical Science (ISAS).

#### PWI (Mercury Plasma Wave Instrument)
Ein Plasmawellendetektor zur Untersuchung des elektrischen Feldes, der elektrischen Wellen und der Radiowellen der merkurischen Magnetosphäre und des interplanetaren Sonnenwindes.

#### MSASI (Mercury Sodium Atmosphere Spectral Imager)
Spektrometer zur Untersuchung der dünnen Natriumatmosphäre am Merkur.

#### MDM (Mercury Dust Monitor)
Staubdetektor zur Untersuchung des merkurischen, interplanetaren und interstellaren Staubes im Umfeld von Merkur.

## Vergleich der Nutzlasten
Für den Vergleich ist wichtig zu beachten, dass Instrumente bisweilen mehrere Funktionen gleichzeitig wahrnehmen und mehrere Kanäle oder Sensoren für unterschiedliche Aufgaben haben können. Das Radioexperiment benutzt jeweils die Kommunikationsanlagen der Sonde. BepiColombo verfügt außerdem noch über drei monochrome Kameras mit 1024 × 1024 Pixeln auf dem Tranportmodul, diese sind jedoch für die Überwachung der Sonde und sind nützlich für die Darstellung in der Öffentlichkeit. Sie zählen nicht zur wissenschaftlichen Nutzlast.
| Instrument                                        | Mariner 10                                                             | MESSENGER                                             | MPO | MIO     |
| ------------------------------------------------- | ---------------------------------------------------------------------- | ----------------------------------------------------- | --- | ------- |
| Missionstyp                                       | Vorbeiflug                                                             | Orbiter                                               | Orbiter | Orbiter |
| Anzahl Instrumente                                | 7                                                                      | 7                                                     | 11 | 5       |
| Imager (bildgebende Kamera)                       | Einstellung Weitwinkel 62 mm, 11 × 14° oder Schmalwinkel 1500 mm, 0,5° | - Weitwinkel 10,5°, 79 mm - Schmalwinkel 1,5°, 550 mm | - STC Stereokamera, 4 Wellenbereiche, 95,2 mm, 2×5º - HRIC Schmalwinkel, 4 Wellenbereiche, 1,47º - VIHI Vis und IR Hyperspektralkamera 3,7° |         |
| Filterpositionen für Imager                       | 8                                                                      | 12                                                    | - STC: 4 - HRIC: 4 - ca. 250 Hyperspektral + Spektrometer                                                                                   |         |
| Pixel für Imager                                  | 832 × 700                                                              | 1024 × 1024 1024 × 1024                               | - STC: 2048 × 2048 - HRIC:2048 × 2048 - VIHI:1024 × 1024                                                                                    |         |
| Anzahl der Aufnahmen                              | ca. 7000                                                               | ca. 100.000 (Primärmission)                           | Ein Vielfaches von MESSENGER (geplant) |         |
| Spektralbereich für Imager (nm)                   | 330 – 630                                                              | 400 – 1045 nm                                         | - STC: 400 – 900 - HRIC:400 – 900 - VIHI:400 – 2000, 2200                                                                                   |         |
| Infrarot Radiometer (Temperaturmessung)           | Ja                                                                     |                                                       | Ja |         |
| Infrarot Spektrometer                             |                                                                        |                                                       | Ja |         |
| Infrarot Imager                                   |                                                                        | Ja                                                    | Ja |         |
| UV Spektrometer                                   | Ja                                                                     |                                                       | Ja |         |
| Plasma-Detektoren                                 | Ja                                                                     |                                                       | |         |
| Plasmaspektroskop                                 |                                                                        | Ja                                                    | Ja | Ja      |
| Plasmawellen/Sonnenwind                           | Ja                                                                     |                                                       | | Ja      |
| Neutralteilchenspektroskop                        |                                                                        |                                                       | Ja |         |
| Charged particle telescopes (Richtungsbestimmung) | Ja                                                                     |                                                       | Ja |         |
| Magnetometer                                      | Ja                                                                     | Ja                                                    | Ja | Ja      |
| Radioexperiment                                   | Ja                                                                     | Ja                                                    | Ja | Ja      |
| Gamma- und/oder Röntgenspektrometer               |                                                                        | Ja                                                    | Ja |         |
| Neutronenspektrometer                             |                                                                        | Ja                                                    | Ja |         |
| Laseraltimeter                                    |                                                                        | Ja                                                    | Ja |         |
| Spektrometer zur Oberflächenanalyse               |                                                                        | Ja                                                    | Ja |         |
| Natrium-Spektrometer                              |                                                                        |                                                       | | Ja      |
| Staubdetektor                                     |                                                                        |                                                       | | Ja      |
| Accelerometer                                     |                                                                        |                                                       | Ja |         |

## Bodensegment

### Missionskontrolle
Die Missionskontrolle liegt unter Führung der ESA vom Start bis zur Ankunft als Mercury Composite Spacecraft bei Merkur alleine beim ESOC in Darmstadt. Die wissenschaftlichen Daten werden in Villafranca bei Madrid im ESAC gesammelt, archiviert und ausgewertet. Sobald MIO abgetrennt wird, übernimmt JAXA die Kontrolle über MIO und kommuniziert über die Station in Usuda, während MPO weiterhin von ESOC gesteuert wird. Die wissenschaftlichen Daten von MIO werden in einem eigenen Wissenschaftszentrum der JAXA ausgewertet. Einrichtungen der JAXA sollen während der Mission als Backup dienen.

### Kommunikationseinrichtungen
Die 35-Meter-Antenne des ESTRACK-Netzwerks in Cebreros ist seit 2017 für Empfang im Ka-Band eingerichtet und ist nach der Planung die primäre Anlage zur Kommunikation in allen Missionsphasen, 2019 ist die Station in Malargüe für Ka-Band hinzugekommen. Für den Eintritt in die Umlaufbahn und in anderen kritischen Phasen soll auch New Norcia unterstützen. Eine neue Antenne mit Ka-Empfang soll 2025 in New Norcia in den regulären Betrieb gehen, somit gibt es dann die Empfangsmöglichkeit rund um die Uhr.
Zum Startzeitpunkt im Oktober 2018 hatte die JAXA noch keine Deep-Space-Antenne mit Empfänger für das Ka-Band. Im April 2021 wurde mit der Misasa Deep Space Station eine neue 54-Meter-Antenne mit Ka-Empfang in Betrieb genommen. Die 65-Meter Antenne wird mit einem Ka-Band-Empfänger nachgerüstet. Die beiden japanischen Radiostationen Usuda Deep Space Center in der Nähe von Saku und Uchinoura Space Center nahe Kimotsuki sollen als Backup dienen und werden bei speziellen Messungen genutzt.
Die datenintensive Phase und der verstärkte Einsatz im Ka-Band beginnt erst mit dem Wissenschaftsbetrieb mit der Ankunft bei Merkur ab Ende 2026. Für das Mercury Orbiter Radio-science Experiment (MORE) ist zusätzlich zu den Radiostationen von ESA und JAXA der Einsatz von Antenne DSS 25 des Goldstone Deep Space Communications Complexes eingeplant.

## Bau und Testphase
Im Januar 2008 erhielt das auf die Entwicklung und den Bau von Satelliten spezialisierte Unternehmen Astrium in Friedrichshafen offiziell den Projektauftrag im Volumen von 350,9 Millionen Euro. Die Gesamtkosten inklusive Start und Betrieb bis 2020 wurden im Jahr 2008 auf 665 Millionen Euro geschätzt. Die anfänglichen Designstudien enthielten noch einen Lander, der aber aus Kostengründen gestrichen wurde.
Der japanische MIO wurde in einem speziell modifizierten Weltraumsimulator der ESA im ESTEC getestet, mit der Bestrahlung von 10 Solarkonstanten, wie sie in der Merkurumlaufbahn herrschen. Seine Außenhaut musste dabei über 350 °C aushalten. Zwischen dem 12. September 2011 und dem 6. Oktober 2011 folgten Tests des MPO im Weltraumsimulator.
Im August 2018 konnte das Qualification Acceptance Review erfolgreich abgeschlossen werden und das MCS wurde am 30. August 2018 für die Betankung mit den chemischen Treibstoffen freigegeben.
Als Trägerrakete war anfangs eine Sojus ST-B mit Fregat-Oberstufe vorgesehen, die von Kourou starten sollte, dann wurde jedoch aus Gewichtsgründen auf eine Ariane 5 ECA gewechselt.

## Start und Flug bis Merkur

Animation des BepiColombo-Fluges (Sonde: pink)

### Start
Der ursprünglich bereits für 2013 vorgesehene Starttermin musste mehrfach verschoben werden, da die Entwicklung diverser Komponenten für die starke thermische Belastung in Sonnennähe deutlich länger dauerte als geplant. Die vorgesehene Technologie für die Solarpanele alterte zu schnell, sodass eine neue Lösung gesucht und im Langzeittest bestehen musste.
Der erfolgreiche Start von BepiColombo mit der Ariane 5 ECA VA-245 und einer Nutzlast 4081 kg erfolgte am 20. Oktober 2018. Die Ariane 5 ECA setzte wie geplant BepiColombo mit einer hyperbolischen Exzessgeschwindigkeit von 3,475 km/s aus. Um Treibstoff zu sparen, sind auf der sieben Jahre langen Reise neun Swing-by-Manöver an Erde, Venus und Merkur geplant. Dazwischen sind längere Brennphasen des Ionenantriebes vorgesehen. Während des Anflugs kontrolliert MPO sowohl MIO, als auch das Transfermodul, das während dieser Zeit die elektrische Versorgung für alle Teile übernimmt. MIO ist während des Flugs nahezu inaktiv und wird nur für Testzwecke aktiviert.

### Tests
Am 20. November 2018 wurden zum ersten Mal die QinetiQ-T6-Ionentriebwerke getestet. Es war das erste Mal, dass dieses Triebwerksmodell im Weltall betrieben wurde. Dabei wurde eines nach dem anderen in Betrieb genommen. Die Inbetriebnahme und die daraus folgenden Effekte wurden von der Erde aus überwacht, solange die Sonde noch nahe genug bei der Erde für eine direkte Steuerung war. Die Triebwerke wurden zunächst bei minimalem Schub von 75 und dann schrittweise bis zum maximalen Schub von 125 mN betrieben und dieser über fünf Stunden beibehalten. Die Messungen ergaben eine maximale Abweichung von 2 % von den erwarteten Werten. Die Ionentriebwerke sollen in 22 Brennphasen eingesetzt werden, die bis zu zwei Monate dauern. Die Triebwerke pausieren dabei einmal in der Woche für acht Stunden. Diese Zeit wird für die genaue Positionsbestimmung und zum Datenaustausch mit der Bodenstation genutzt.
Im Juli 2019 wurden die beiden Mercury Electron Analyzers (MEA1 und MEA2, Teil des Mercury Plasma/Particle Experiment MPPE) in Betrieb genommen und konnten erste erfolgreiche Messungen durchführen, obwohl sich MIO hinter dem thermalen Schutzschild MOSIF befand.

### Vorbeiflug an der Erde

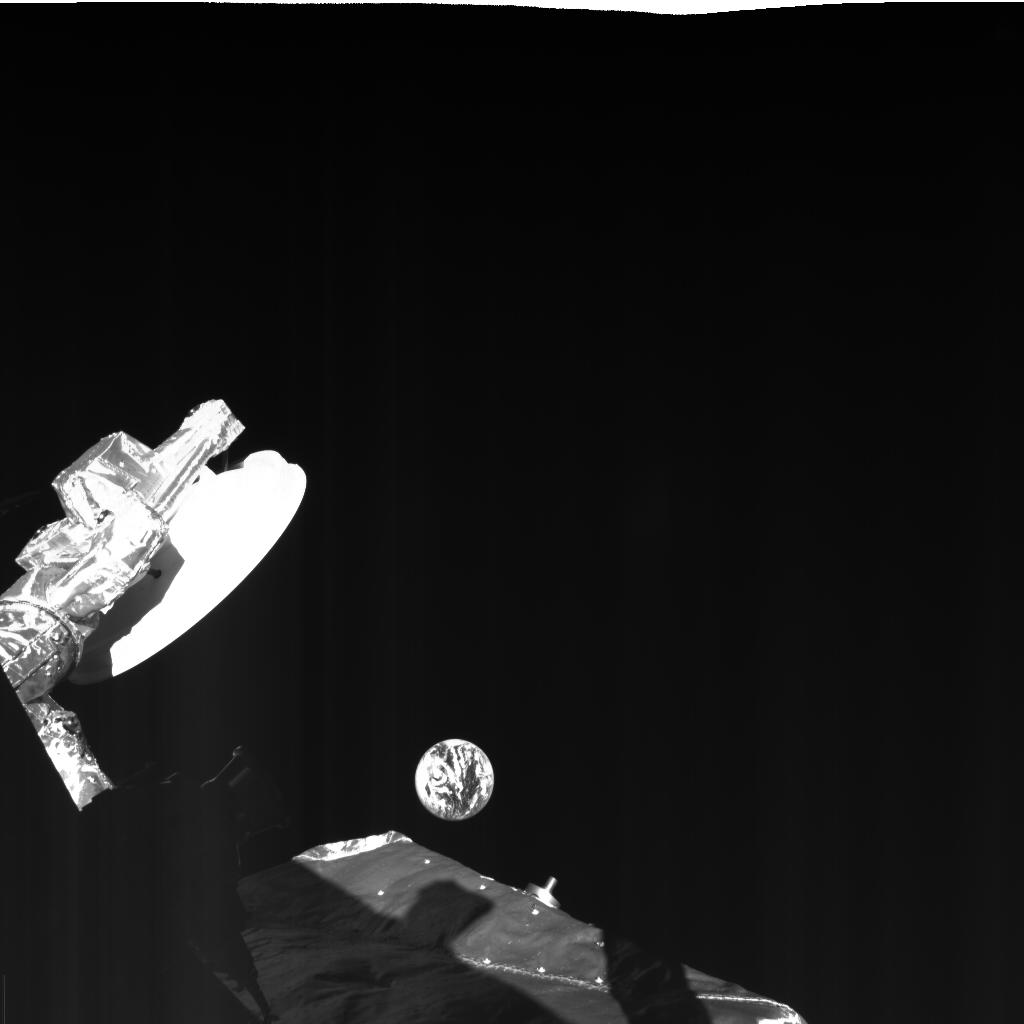
Die Erde während des Vorbeiflugs aus der Sicht einer der Selfie-Kameras

Am 8. April 2020 wurde das Durchfliegen eines sogenannten Gravitationsschlüsselloches anvisiert, einer kritischen Raum-Zeit-Tor-Situation. Am 10. April 2020 wurde wie geplant das Swing-by-Manöver an der Erde vollzogen, dabei kam die Sonde der Erde bis auf 12.689 km nahe. Sechs der elf Instrumente des MPO konnten getestet werden und sieben Sensoren von drei Instrumenten des MIO waren in Betrieb, um Daten zu erfassen. Außerdem waren die drei Selfiekameras des MTMs in Betrieb, mit denen Aufnahmen von der Erde gelangen. Zur Zeit des Vorbeiflugs operierte MOC in Darmstadt unter Sicherheitsmaßnahmen, um Infektionen durch das Corona-Virus unter der Belegschaft einzuschränken. Der wissenschaftliche Betrieb von einigen ESA-Missionen wurde zeitweise eingestellt, Tätigkeiten soweit möglich ins Home-Office verlagert und im MOC selbst das Personal auf das Minimum reduziert und besondere Regeln für den sozialen Abstand angewandt. Trotzdem wurde der Vorbeiflug planmäßig durchgeführt.
- MERTIS konnte mit der sekundären Öffnung für den Weltraum die Wärmestrahlung des Monds aus 700.000 km Entfernung mit wenigen Pixeln Auflösung erfassen. Während des Flugs ist die primäre Öffnung vom MTM verdeckt.[45]
- MPO-MAG konnte das Erdmagnetfeld erfassen. Die Daten können für die Kalibrierung des Instruments verwendet werden. Am Tag der Messung gab es nur wenig Sonnenwind. Der Eintritt in die Magnetosphäre, die Bugstoßwelle und der Durchflug durch die turbulente Zone des Magnetosheath konnten erfasst werden, dann der Durchflug durch die Magnetopause, die alleine vom Erdmagnetfeld dominiert wird und anschließend wieder in umgekehrter Reihenfolge beim Verlassen.[22]

### Zwei Swing-by-Manöver Venus

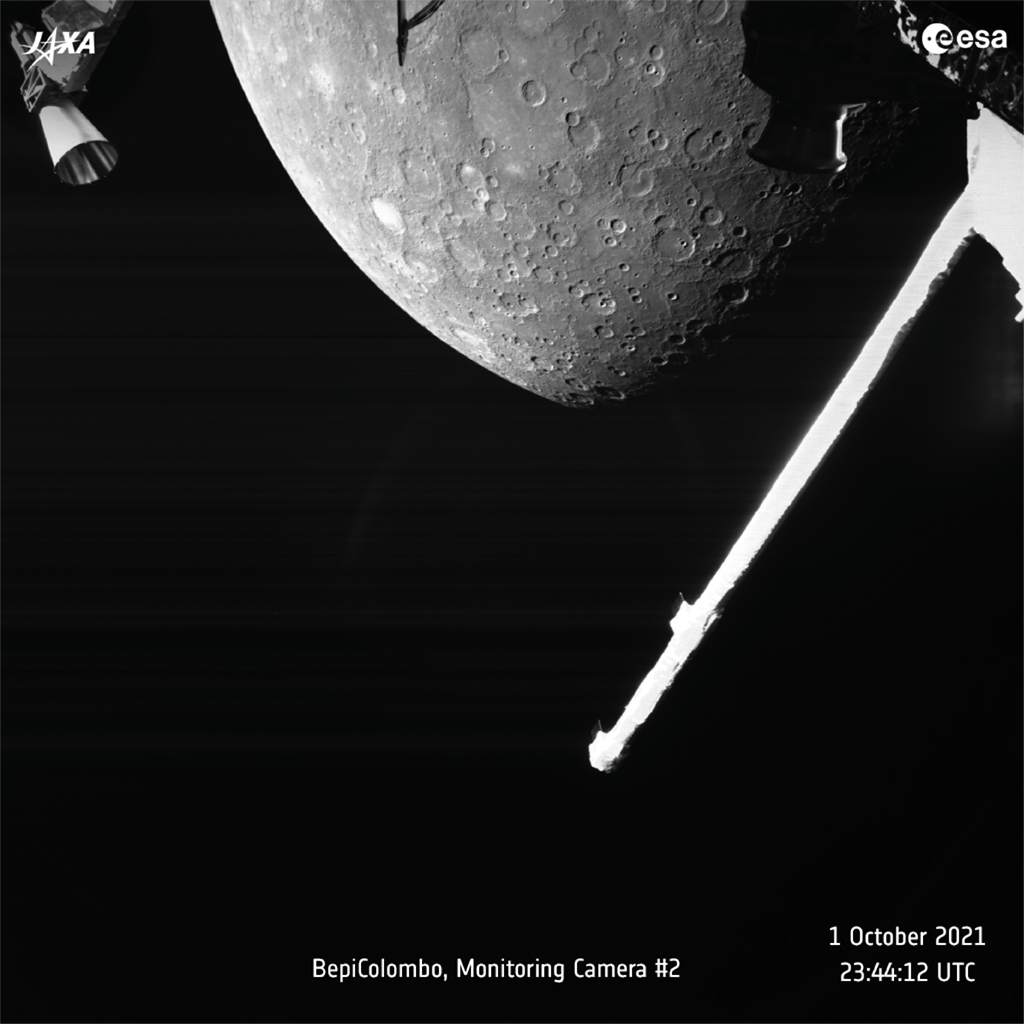
Foto des Merkur am 1. Oktober 2021

Die Sonde erreichte Venus am 15. Oktober 2020, um dort ein erstes Swing-by-Manöver durchzuführen. BepiColombo flog an Venus in einem Abstand von 10721,6 km vorbei und verlor dabei 3,25 km/s an Geschwindigkeit. Sieben der elf Instrumente von MPO und der Strahlungsmonitor waren aktiv, dazu drei der fünf Instrumente von MIO. Die Raumsonde versuchte die im September 2020 bekanntgegebenen Messungen von Monophosphin in der Venus-Atmosphäre weiter zu bestätigen. Am 10. August 2021 fand ein zweiter Venus-Flyby im Abstand von 551 km statt und es konnten Daten gesammelt werden.

### Die ersten drei Vorbeiflüge an Merkur
Das erste Swing-by an Merkur fand am 1. Oktober 2021 statt. Das Ereignis wurde von den Selfie-Kameras festgehalten, im Hintergrund ist Merkur erkennbar. Solange das Raumfahrzeug als Mercury Composite Spacecraft unterwegs ist, können die abbildenden wissenschaftlichen Instrumente noch keine Aufnahmen machen. Einige der Instrumente konnten Daten über die Teilchen und über das Magnetfeld in der Nähe des Planeten sammeln, darunter in Bereichen, die aus den späteren Merkurumlaufbahnen nicht mehr zugänglich sind. Mit jedem weiteren Swing-by wird die Sonde weiter abgebremst, bis sie in die Umlaufbahn eintreten kann. Zwischen den Vorbeiflügen sind die Ionentriebwerke über längere Zeit in Betrieb und bremsen die Sonde ab. Zwei weitere Vorbeiflüge am 23. Juni 2022 und am 19. Juni 2023 verliefen wie geplant.

### Problem mit der Stromversorgung und die letzten drei Vorbeiflüge
Am 26. April 2024 sollten die Ionentriebwerke ein weiteres Mal planmäßig aktiviert werden, jedoch stand dafür nicht genügend elektrische Energie zur Verfügung und es gab eine Fehlermeldung. Es stellte sich heraus, dass die Leistung der Solarpanele auf weniger als 90 % der geplanten Leistung abgefallen ist. Die Ingenieure konnten die Triebwerke wieder in Betrieb setzen, jedoch nicht mehr die volle Leistung herstellen. Da sich das Problem in den folgenden Monaten nicht beheben ließ, wählten die Flugingenieure für den vierten Vorbeiflug am 4 bis 5. September 2024 eine modifizierte Route, die 35 km näher an Merkur vorbeiführt. Der Vorbeiflug erfolgte sehr dicht in ca. 165 km über der Merkuroberfläche, außerdem über den Nordpol. Die Flugbahn wird dadurch auf die Bahnebene von Merkur angepasst, die 7° gegenüber der Ekliptik geneigt ist. Auch die anschließende Flugbahn wurde neu berechnet und angepasst, es wurden zusätzliche Brennphasen mit dem Haupttriebwerk notwendig. Der Termin für den Eintritt in die Merkurumlaufbahn musste von Dezember 2025 auf November 2026 verschoben werden.
Der 5. Vorbeiflug am 1. Dezember 2024 war bei der größten Annäherung in einer Entfernung von 37 630 km und das Instrument MERTIS konnte zum ersten Mal Daten von Merkur erfassen, dazu wurden weitere Instrumente für Tests eingesetzt. Der 6 und letzte Vorbeiflug erfolgte wie erwartet am 8. Januar 2025 in einem Abstand von 295 km und verlief über den Nordpol. Dieses Mal durchflog die Sonde den sonnenabgewandten Bereich und erlaubte damit den Test der Temperaturkontrollen. Dieses Manöver näherte die Umlaufbahn von BepiColombo weiter an die Umlaufbahn von Merkur an. In der letzten Phase wird die Geschwindigkeit weiter mit dem Ionenantrieb verringert und die Flugbahn immer mehr der Flugbahn von Merkur angenähert. Das Ziel ist ein sanfter Einfang der Sonde an Merkur, dabei wird am Ende nur noch ein schwaches Bremsmanöver benötigt, um aus der Sonnenumlaufbahn in einen Merkurorbit zu wechseln.

### Ankunft bei Merkur
Kurz vor dem endgültigen Erreichen der Merkurumlaufbahn im November 2026 wird das Transfermodul MTM abgetrennt. Die beiden aufeinandersitzenden Sonden treten mit dem chemischen Antrieb des MPO in eine polare Umlaufbahn ein. MIO hat keinen eigenen Antrieb, nur eine Kaltgas-Lagestabilisierung, und wird deswegen in seiner endgültigen Umlaufbahn über eine Spinseparation aus dem MOSIF vom MPO abgetrennt. Die polare und stark elliptische Umlaufbahn soll ein Perihermion von 400 km und einem Apohermion von 12,000 km haben und ein Umlauf wird ungefähr 9,3 Stunden dauern.
Dann wird auch MOSIF abgetrennt und MPO mit seinem eigenen chemischen Antrieb in seine eigene polare Umlaufbahn gebracht. Da MPO einen Antrieb hat, kann der Betrieb aus unterschiedlichen Umlaufbahnen erfolgen. Beide Orbiter sollen dabei in einer koplanaren Anordnung in den regulären Wissenschaftsbetrieb gehen.
Am Ziel angekommen, werden die Sonden dauerhaft Temperaturen von deutlich über 300 °C ausgesetzt sein. Dabei wird ihnen nicht nur die starke direkte Sonneneinstrahlung zusetzen, sondern auch die von der Tagseite Merkurs ausgehende Albedostrahlung und die von der bis zu 470 °C heißen Merkuroberfläche abgestrahlte Infrarotstrahlung.
Die formelle Hauptmissionsdauer der beiden Orbiter nach dem Erreichen der Merkurumlaufbahnen ist auf ein Jahr veranschlagt, mit der Möglichkeit einer anschließenden einjährigen Sekundärmission.